# Tzvi Avni
Tzvi Jacob Avni (el primer nom de vegades escrit Zvi; en hebreu: צבי אבני; nascut Hermann Jakob Steinke (Saarbrücken (Alemanya), 2 de setembre, 1927), és un compositor israelià.

## Biografia
Avni va créixer a Saarbrücken sota el seu nom de família Hermann Jakob Steinke. Els seus pares eren jueus polonesos. El 1935 els seus pares van emigrar amb ell a Haifa a Palestina; Al cap d'uns anys, el seu pare va morir tràgicament allà.
No va ser fins als 16 anys que va aprendre a llegir música i tocar instruments. Va rebre la seva formació musical bàsica de Paul Ben-Haim i Abel Ehrlich. Després d'estudiar a l'Acadèmia de Música d'Israel de la Universitat de Tel Aviv, on es va graduar el 1958 amb Mordecai Seter, va continuar la seva formació als EUA al "Columbia-Princeton Electronic Music Center" amb Vladimir Ussachevski i a Tanglewood amb Aaron Copland i Lukas Foss; Segons les seves pròpies declaracions, va passar els seus anys més feliços als EUA. Des de 1971 ensenya com a professor a l'Acadèmia Rubin de Música i Dansa de Jerusalem, on va ser alhora cap del departament i fundador i director de l'"Electronic Music Studio".
A més de les seves activitats musicals, Avni va desenvolupar una estreta proximitat amb la pintura, que va tenir una influència duradora en la seva obra musical. “La meva relació amb la pintura solia ser molt forta quan era petit. La pintura sempre ha estat molt a prop meu” (Avni en una entrevista amb Klaus Stahmer). Stahmer assenyala: Plantilla:CITAEn els seus primers treballs, influenciats per Béla Bartók, Maurice Ravel, Claude Debussy i més tard pel principal representant de la Segona Escola vienesa Arnold Schönberg, Avni es va orientar més cap a l'anomenat “estil mediterrani” que imperava a Israel a l'època. dècada de 1950. A la dècada següent va entrar en contacte amb les noves tendències de l'avantguarda musical de l'època, especialment la producció de so electrònica. Aquest últim va ser el mitjà per a un estil nou i únic que es va fer més abstracte. No obstant això, la referència a la tradició de la música jueva sempre va ser important per a ell en la seva obra musical, les arrels de la qual va explorar durant el seu estudi de la mística jueva, la càbala, als anys setanta. “Diria que als anys seixanta i setanta la meva música es va tornar més jueva” [Avni, citada per Spangemacher].